# Most pri Bratislave
Most pri Bratislave (maďarsky Dunahidas) je obec ležící v Bratislavském kraji, okres Senec na Slovensku. Žije zde přibližně 3 900 obyvatel.
V obci se nachází římskokatolický kostel Božského srdce Ježíšova.

## Historie
První písemná zmínka o obci pochází z roku 1283, kdy je obec nazývaná Pruck.

## Sport
V obci působí fotbalový klub FK Slovan Most pri Bratislave, který hraje 3. ligu.